# Heterochelus vitreus
Heterochelus vitreus är en skalbaggsart som beskrevs av Kulzer 1960. Heterochelus vitreus ingår i släktet Heterochelus och familjen Melolonthidae. Inga underarter finns listade i Catalogue of Life.